# Dororo (langue)
Pour les articles homonymes, voir Dororo.
Le dororo est une langue éteinte des langues de Nouvelle-Irlande, qui était parlé en Nouvelle-Géorgie. C'était peut-être un dialecte du kazukuru.